# 奧佩特內 (巴赫穆特區)
48°33′15″N 38°01′01″E / 48.55417°N 38.01694°E

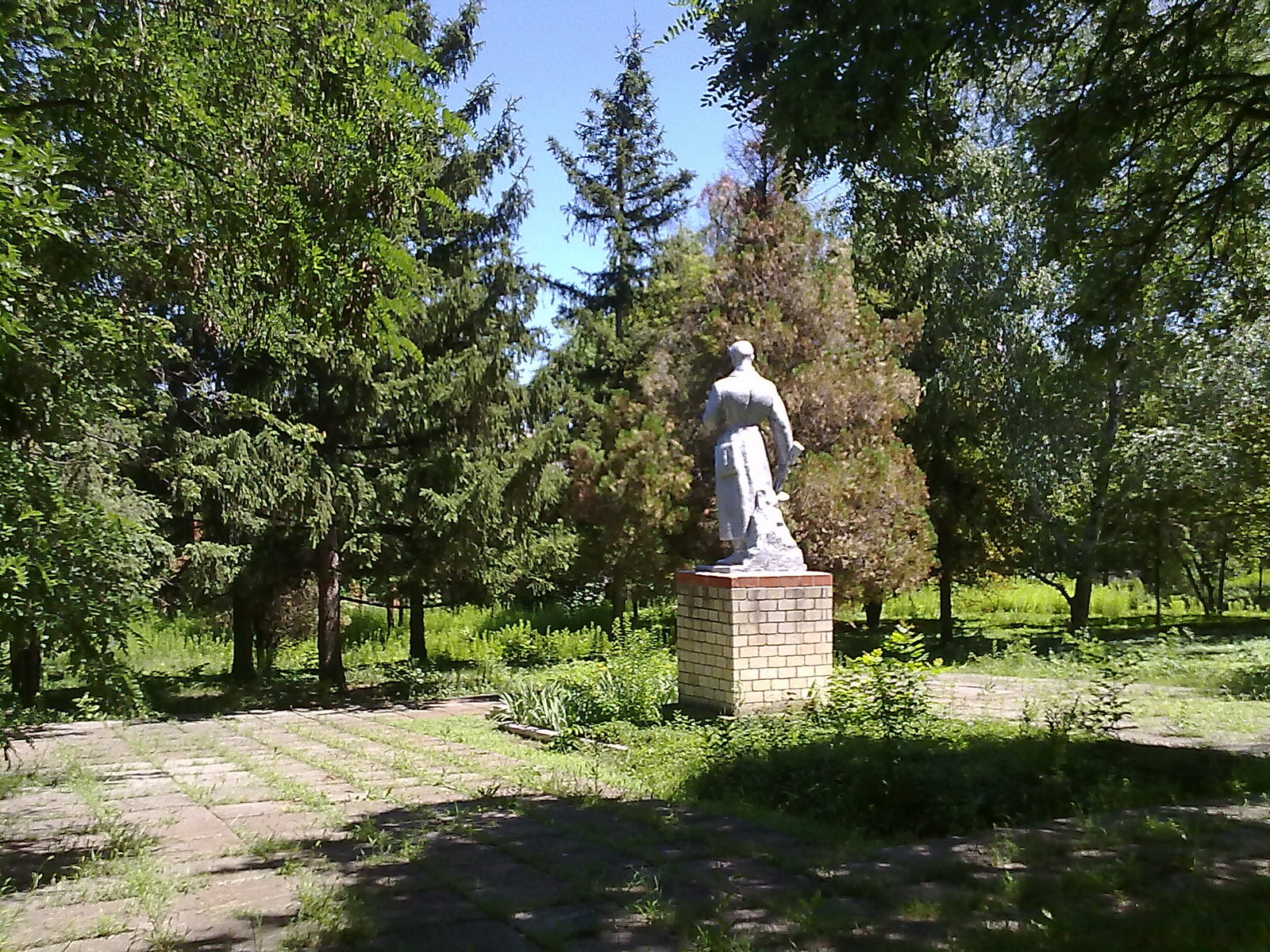
苏联烈士墓

奧佩特內（烏克蘭語：Опитне）是位於乌克兰東部的鄉村居民點，由顿涅茨克州巴赫穆特区的巴赫穆特市镇負責管轄。該鄉村居民點海拔128米，2020年人口為1944人。

## 歷史
在俄乌战争的巴赫穆特戰役中，該鄉村居民點因處於巴赫穆特以南，有利於包圍該市。截至2023年1月3日，奧佩特內已成功被俄軍控制。

## 人口統計
根據 2001年烏克蘭人口普查，村民人口為1983人，他們的母語分配如下：
- 乌克兰语：44.6%
- 俄语：54.6%
- 其他：0.8%